# Saint-Germain-la-Poterie
Saint-Germain-la-Poterie – miejscowość i gmina we Francji, w regionie Hauts-de-France, w departamencie Oise.
Według danych na rok 1990 gminę zamieszkiwało 420 osób, a gęstość zaludnienia wynosiła 70 osób/km² (wśród 2293 gmin Pikardii Saint-Germain-la-Poterie plasuje się na 593. miejscu pod względem liczby ludności, natomiast pod względem powierzchni na miejscu 784.).